# كركياويات
الكركياويات (الاسم العلمي: Grues) هي رتيبة من الطيور تتبع رتبة الكركيات من طبقة زقزاقيات الشكل.

## فيالق
- الكركينات	(الاسم العلمي:Gruoidea)
- البواقينات (الاسم العلمي:Psophioidea)